# 斯特勞姆斯達海崖
71°44′S 1°15′W / 71.733°S 1.250°W
斯特勞姆斯達海崖，是南極洲的海崖，位於毛德皇后地的瑪塔公主海岸，屬於阿爾曼嶺的一部分，長46公里，由挪威製圖師根據該國探險隊拍攝的測量和空中照片繪入地圖，現時由南極條約體系管理。